# Пилип II (митрополит Московський)

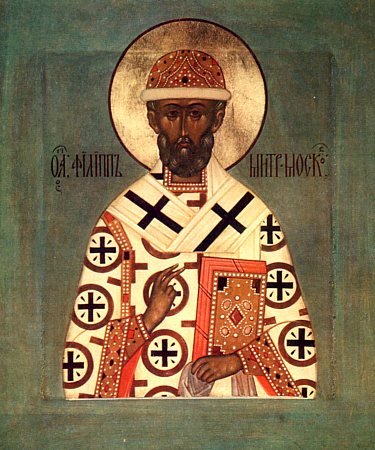

Митрополит Пилип II (в миру — Федір Степанович Количо́в; 11 лютого 1507, Москва — 23 грудня 1569, Твер) — митрополит Московський «і всієї Русі» з 1566 по 1568, відомий викриттям опричних злодійств царя Івана Грозного.
До обрання на московську кафедру був ігуменом Соловецького монастиря, де виявив себе здібним керівником. Через незгоду з політикою Івана Грозного і відкритий виступ проти опричнини потрапив в опалу. Рішенням церковного собору був позбавлений сану і відправлений у заслання до Твєрського Отроч Успенського монастиря, де був убитий Малютою Скуратовим.
У 1652 році за ініціативи патріарха Никона мощі Пилипа були перенесені до Москви. Шанований як святитель Пилип Московський.
За однією з версій, з митрополитом Пилипом ІІ пов'язують появу вислову «фільчина грамота».

## Див.також
- Станіслав зі Щепанова
- Томас Бекет